# Cryptophagus kamtschaticus
Cryptophagus kamtschaticus is een keversoort uit de familie harige schimmelkevers (Cryptophagidae). De wetenschappelijke naam van de soort werd in 1992 gepubliceerd door Lyubarsky.